# Давід Антон Гіхарро
Давід Антон Гуїхарро (нар. 23 червня 1995, Мадрид) — іспанський шахіст, гросмейстер від 2013 року.

## Шахова кар'єра
Багаторазово взяв участь у фіналах чемпіонату Іспанії серед юніорів у різних вікових категоріях, зокрема, здобувши чотири золоту медаль (в категорії до 14 років — 2009, до 16 років — 2010, 2011, а також до 18 років — 2013). Також багато разів грав за збірну країни на чемпіонатах світу i Європи серед юнаків, двічі завойовував нагороди: срібну (Ель-Айн 2013 — чемпіонат світу серед юнаків до 18 років), а також бронзову (Албена 2011 — чемпіонат Європи до 16 років). У 2014 році здобув у Єревані срібну медаль чемпіонату Європи.
Гросмейстерські норми виконав у таких роках: 2012 (Сарагоса i Уеска), 2013 (Даллас).
До інших успіхів Давіда Антона Гіхарро на індивідуальних турнірах належать, зокрема: посів 2-ге місце на чемпіонаті Мадриду (2010, позаду Хав'єра Морено Руїса), поділив 3-тє місце в Мадриді (2011, меморіал Олівера Гонсалеса, позаду Давіда Ларіньйо Ньєто та Ібрагіма Хамракулова, разом із, зокрема, Олегом Корнєєвим i Реньєром Васкесом Ігорсою), посів 1-ше місце в Сарагосі (2012), 5-те місце в Сан-Агустін (2012, фінал індивідуального чемпіонату Іспанії), поділив 3-тє місце в Даллас (2013, позаду Хуліо Садорри i Парімар'яна Негі, разом із, зокрема, Алехандро Раміресом i Йоаном-Крістіаном Кіріле), поділив 1-ше місце в Дайцизау (2013, турнір Neckar-Open, разом із, зокрема, Етьєном Бакро, Ріхардом Раппортом i Аркадієм Найдічем), а також 5-те місце в Лінаресі (2013, фінал чемпіонату Іспанії).
У 2014 році представляв Іспанію na шаховій олімпіаді у Тромсе.
Найвищий рейтинг Ело дотепер мав станом на 1 червня 2014 року, досягнувши 2631 пунктів, посідав тоді 3-тє місце (позаду Франсіско Вальєхо Понса i Олега Корнєєва) серед іспанських шахістів.
У січні 2020 року Гіхарро з результатом 8½ з 13 можливих очок (+5-1=7) став переможцем турніру 15-ї категорії «Tata Steel Chess Tournament» (турнір В), що проходив у Вейк-ан-Зеє.

## Зміни рейтингу
| На цьому місці має відображатися графік чи діаграма, однак з технічних причин його відображення наразі вимкнено. Будь ласка, не видаляйте код, який викликає це повідомлення. Розробники вже працюють для того, щоби відновити штатне функціонування цього графіка або діаграми. | |
| | На цьому місці має відображатися графік чи діаграма, однак з технічних причин його відображення наразі вимкнено. Будь ласка, не видаляйте код, який викликає це повідомлення. Розробники вже працюють для того, щоби відновити штатне функціонування цього графіка або діаграми. |